# Monster Man
Monster Man és una pel·lícula de comèdia de terror estatunidenca del 2003 escrita i dirigida per Michael Davis. És protagonitzada per Eric Jungmann, Justin Urich, Aimee Brooks i Michael Bailey Smith. A Amèrica Llatina, la pel·lícula es va estrenar amb el títol Wrong Turn 2.

## Argument
Adam (Eric Jungmann) i Harley (Justin Urich) condueixen una Chevrolet Kingswood vermell de 1970 per tot el país perquè Adam pugui dir a la seva exnòvia Betty-Ann que encara l'estima abans que es casi. Després d'una trobada amb un cotxe fúnebre, els dos s'aturen en un pub. Veuen una concentració de camions monstre a la televisió i Harley es burla de la gent que el veu. Mentre s'allunyen, un camió monstre gegant els fa fora de la carretera. Més tard, han de desviar la gasolina d'una caravana abandonada. No obstant això, es revela que el RV té un cos mutilat a l'interior i el RV està envoltat de vies de camions que formen un pentagrama. L'Adam veu el conductor d'aspecte estrany i Harley orina a la cabina del camió monstre abans que s'allunyin. En un hotel, l'Adam i Harley es desperten amb una mort a la carretera als seus llits i troben una autoestopista anomenada Sarah (Aimee Brooks) dormint al seient del darrere quan arriben al cotxe. Sarah finalment té sexe amb Adam.
Més tard, són testimonis que el camió monstre atropella un home i es troben amb un home que li falta un braç que els diu que l'home del camió monstre agafa les extremitats de la gent però deixa viure a les víctimes. Després, els tres condueixen per una ciutat fantasma amb molts espantaocells. Troben un restaurant al final de la ciutat i comencen a menjar, però Adam descobreix que estan menjant carn humana. Entren en pànic i fugen. Després de ser perseguit per l'home del camió monstre, el seu cotxe és destruït. Adam, Harley i Sarah corren cap al bosc i l'home els segueix. Finalment els enxampa i empeny Harley a un arbre, suposadament matant-lo, i segresta la Sarah. L'Adam el segueix fins a una barraca coberta de pentagrames, membres tallats i un home que té tota la secció del mig aixafada. Adam finalment troba la Sarah i intenta escapar, però Sarah el deixa inconscient. La Sarah i l'home, en Bob (Michael Bailey Smith), són germà i germana. Lliguen a Adam a una taula mentre el "cadàver" amb la secció mitjana aixafada, Fred (Joe Goodrich), explica que Bob el va atropellar accidentalment, aixafant-li la secció central i enviant en Bob pel parabrisa. La Sarah diu que va cosir en Fred i va utilitzar màgia negra per tornar-lo a la vida. Fred explica que poden utilitzar les extremitats d'altres persones per afegir al seu propi cos sempre que el donant es mantingui amb vida i només podrien transferir cossos sencers si el cos estava preparat correctament.
Sarah diu que necessitaven algú fàcil de preparar i Adam era la persona adequada. Els esdeveniments anteriors comencen a tenir sentit per Adam. Tot el que els va passar abans a Adam i Harley va ser preparar l'Adam perquè en Fred pogués tenir el seu cos: entrar en un pentagrama amb un cos mutilat, dormir amb la mort de la carretera, la Sarah mantenint relacions sexuals amb ell i menjant carn humana. Adam aconsegueix escapar i matar la Sarah tallant-li la gola. També talla en Fred per la meitat quan s'aixeca i comença a atacar-lo. Mentrestant, Bob tanca la porta amb clau.
A fora, Bob persegueix l'Adam, però és atropellat pel seu propi camió monstre conduït per Harley. Harley comenta que estava com a mort i es disculpa amb Adam per tot el que li va fer des del començament de la pel·lícula. Ofereix a Adam l'oportunitat de conduir el camió monstre de Bob, cosa que Adam accepta feliçment. Llavors Adam atropella en Bob amb el camió monstre repetidament durant hores. Al final, Adam agraeix a Harley no sols la seva ajuda, sinó tot el viatge, considerant-lo un bon amic. Quan Harley esmenta haver acabat el viatge al casament de Betty-Ann, Adam renuncia a aconseguir que Betty-Ann s'enamori d'ell, i amb això Harley decideix "recollir una mica de poontang" amb Adam i se'n van. Però quan se'n van, el cos aixafat d'en Bob continua cridant l'Adam mentre repeteix la frase "You Can't Kill Me!".

## Repartiment
- Eric Jungmann com Adam
- Justin Urich com a Harley
- Aimee Brooks com a Sarah
- Michael Bailey Smith com a Monster Man/Brother Bob
- Joe Goodrich com el germà Fred

## Llançament
Monster Man va ser llançat en DVD per Lions Gate Home Entertainment el 12 d'octubre de 2004. Més tard va ser llançat l'any següent per Tartan Video el 27 de juny.

## Reception
'Monster Man va rebre crítiques diverses de la crítica quan es va estrenar. Actualment té una valoració del 60% a Rotten Tomatoes, amb cinc valoracions.
Kim Newman d’Empire Magazine va atorgar a la pel·lícula 3 de 3 estrelles, escrivint, "Derivada de tot, des de Duel fins a Jeepers Creepers, aquesta és una bona diversió de terror, amb una ratxa de brutícia a l'estil de Jackass, algunes sorpreses i la sensació sempre fiable que el centre d'Amèrica és un pou de desesperació que està per agafar-te." Arrow in the Head va puntuar la pel·lícula amb 7/10, elogiant la fotografia de la pel·lícula. El lloc va concloure la seva ressenya escrivint: "Amb la seva forta dosi de comèdia 'fora de línia', de vegades a costa del gènere, i la seva exhibició extrema de productes sanguinaris, Monster Man m'ho ha passar genial al seient la major part del temps."
Time Out va donar a la pel·lícula una crítica negativa i va escriure: "Pot ser esporàdicament divertida, però també és estereotipada, tòpica, amateur, estúpida i sovint bastant malalta." Johnny Butane de Dread Central va valorar la pel·lícula amb una puntuació de 0,5 sobre 5, afirmant que la pel·lícula no era ni divertida ni espantosa, i també va criticar els personatges molestos de la pel·lícula.